# 5765 Izett
5765 Izett è un asteroide della fascia principale. Scoperto nel 1986, presenta un'orbita caratterizzata da un semiasse maggiore pari a 2,6367963 au e da un'eccentricità di 0,2711363, inclinata di 31,32286° rispetto all'eclittica.
L'asteroide è dedicato al geologo statunitense Glen A. Izett.